# پرایا ا ماره
پرایا ا ماره (به ایتالیایی: Praia a Mare) یک کومونه در ایتالیا است که در استان کزنتزا واقع شده‌است. پرایا ا ماره ۲۲٫۹۱ کیلومتر مربع مساحت و ۶٬۸۰۵ نفر جمعیت دارد و ۵ متر بالاتر از سطح دریا واقع شده‌است.